# اینگلس (دهانه)
اینگلس یک دهانه برخوردی در ماه‌ است.

## دهانه‌های اقماری
این دهانه ۶ دهانه اقماری دارد.
| Ingalls | عرض جغرافیایی | طول جغرافیایی | قطر          |
| ------- | ------------- | ------------- | ------------ |
| G       | ۲۵.۸° N       | ۱۵۰.۴° W      | ۵۵.۰ کیلومتر |
| M       | ۲۴.۰° N       | ۱۵۳.۰° W      | ۲۷.۰ کیلومتر |
| U       | ۲۷.۳° N       | ۱۵۶.۲° W      | ۲۸.۰ کیلومتر |
| V       | ۲۷.۴° N       | ۱۵۵.۳° W      | ۲۷.۰ کیلومتر |
| Y       | ۲۹.۷° N       | ۱۵۴.۱° W      | ۲۳.۰ کیلومتر |
| Z       | ۳۰.۳° N       | ۱۵۳.۳° W      | ۲۵.۰ کیلومتر |